# Brühl (Quedlinburg)
Der Brühl ist eine ca. 15 ha große Parkanlage südlich des Schlossberges in Quedlinburg. Die denkmalgeschützte Anlage des Brühlparks ist Bestandteil des Projektes Gartenträume Sachsen-Anhalt, das 50 Gartenanlagen umfasst. Er ist auch im Quedlinburger Denkmalverzeichnis eingetragen.

## Geschichte und Entwicklung des Parks

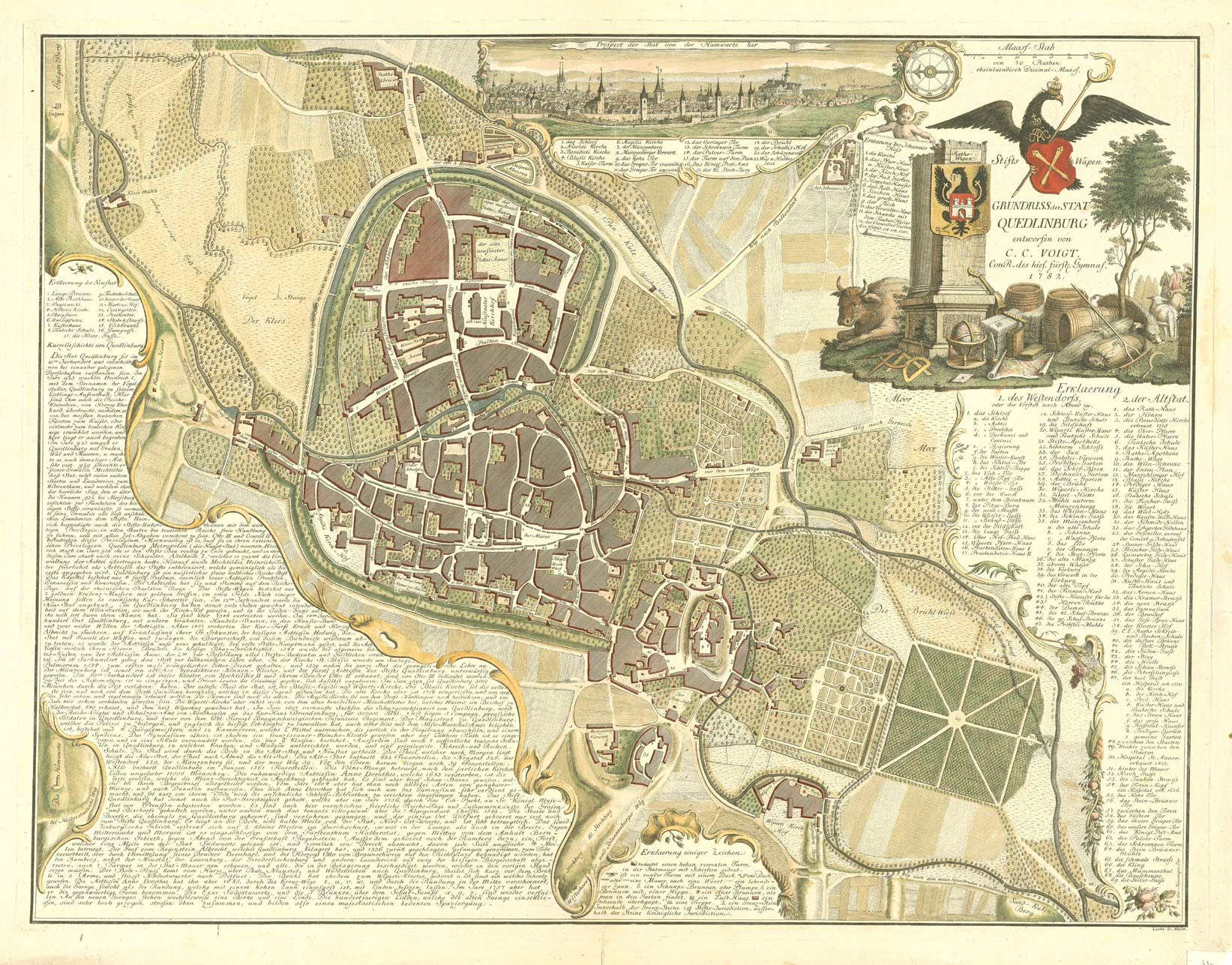
Karte (1782). Das Quadrat rechts unten ist der Park

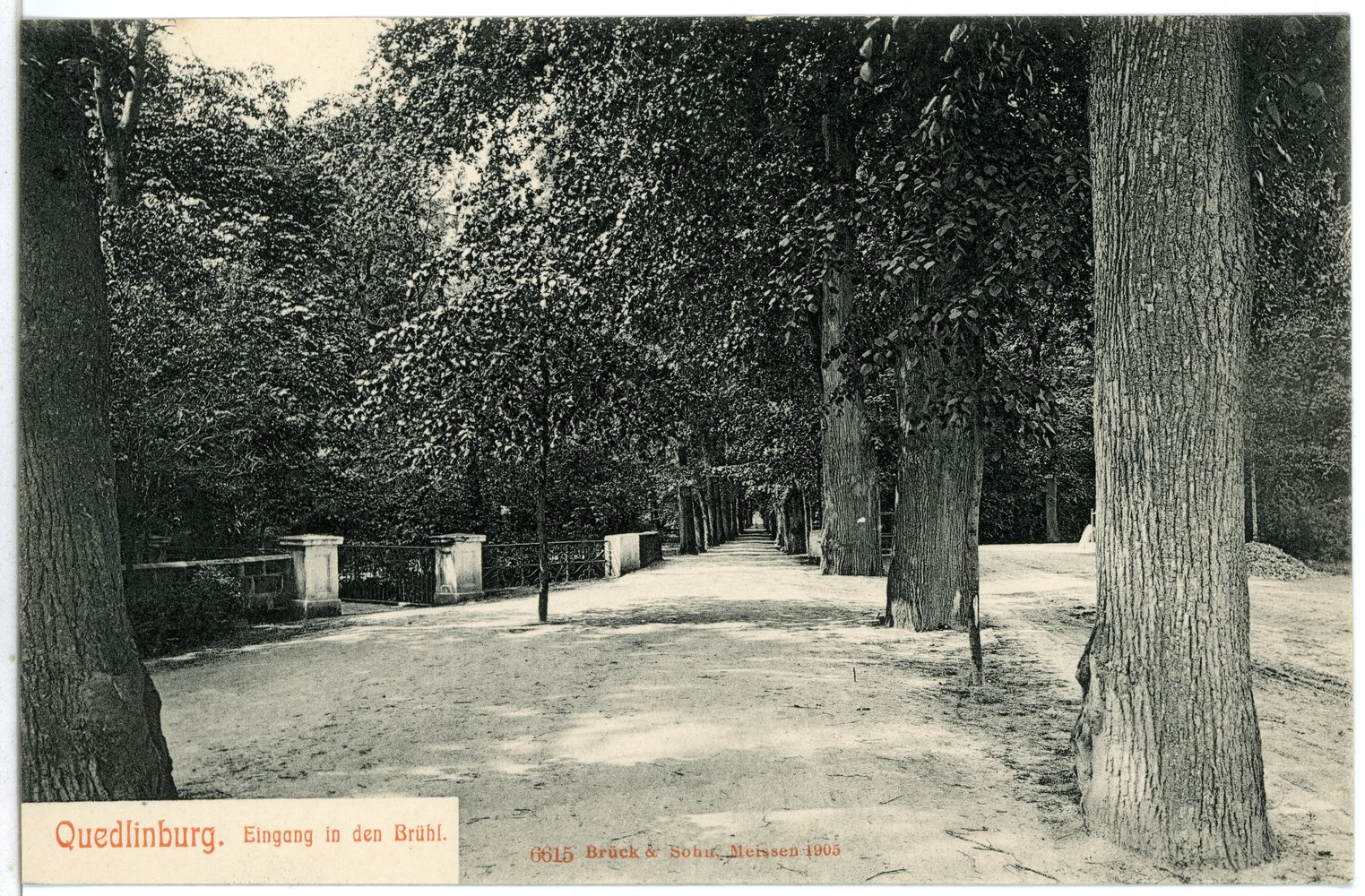
Eingang zum Brühl, 1905

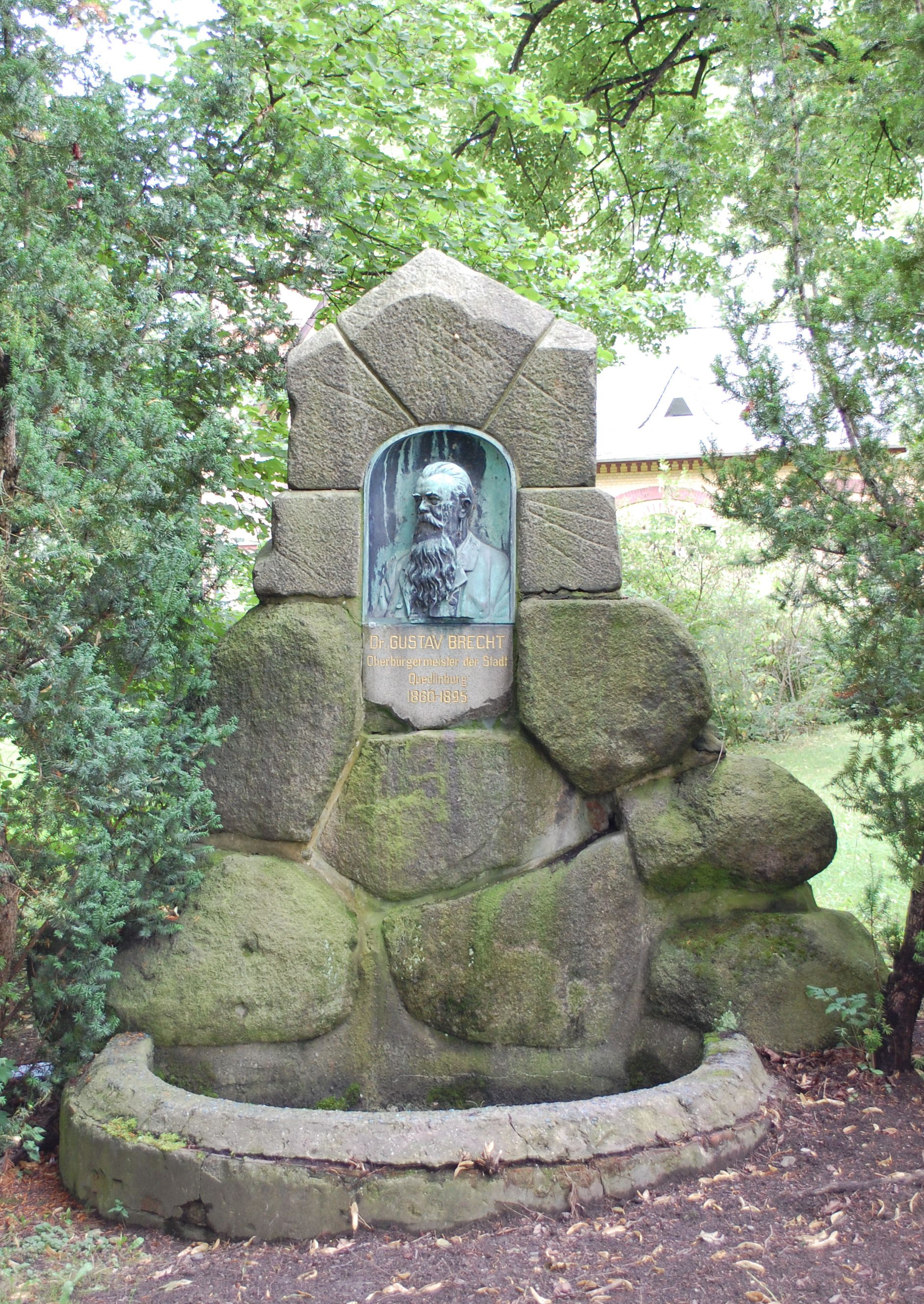
Denkmal für Gustav Brecht

1179 wurde der Brühl urkundlich als Besitz des Klosters St. Wiperti erwähnt. Der Terminus „Brühl“ bezeichnet hier ein weitläufiges, sumpfiges Wiesengelände, das sich auch zuvor bereits im Besitz des besagten Klosters befunden hatte. Im Zuge der Reformation gelangte das Gelände in das Eigentum des Damenstifts. Ab der Mitte des 17. Jahrhunderts wurde das Gebiet von den Quedlinburgern als sogenanntes Lusthölzchen besucht.
Die vier Hauptalleen ließ die Äbtissin Anna Dorothea, Herzogin zu Sachsen-Weimar, im Jahr 1685 anlegen und mit Linden bepflanzen. Es entstand ein Gartenviereck. In der Mitte befand sich ein Rondell, auf das die Alleen zuliefen. Die zwei Diagonalalleen wurden 1757 unter der Äbtissin Anna Amalia, Schwester Friedrichs des Großen, angelegt. Nach Aufhebung des Stifts 1803 (Säkularisation) und Übergang der Stadt an Preußen wurde der Brühl königliches Eigentum. 1818 kam er als Geschenk Friedrich Wilhelms III. in den Besitz der Stadt. Im Jahr 1866 wurde der Brühl nach Plänen von Eduard Petzold zu einem Landschaftspark in englischem Stil umgestaltet. Neben standorttypischen Linden, Eichen und Buchen wurden auch viele seltene ausländische Gehölze, wie Tulpenbaum, Schlitzblättrige Linde, Pyramideneiche und Platane gepflanzt. Etliche dieser alten und teilweise mächtigen Gehölze sind in den vergangenen Jahren ausgefallen und teilweise durch Neupflanzungen ersetzt worden.
Der Brühl Park in Quedlinburg ist auch überregional bekannt für seinen flächendeckenden Bestand an wildem Bärlauch  (Allium ursinum). Der Bärlauch blüht ab Ende April bis in den Mai und verleiht dem Park einen ganz eigenständigen Anblick und auch Geruch.
Seit 2001 ist der Brühl gemeinsam mit dem nördlich gelegenen Abteigarten gartengestalterisch und nach historischen Vorlagen überarbeitet worden. Er ist nun einer von 50 Parks des Netzwerkes Gartenträume. Historische Parks in Sachsen-Anhalt.

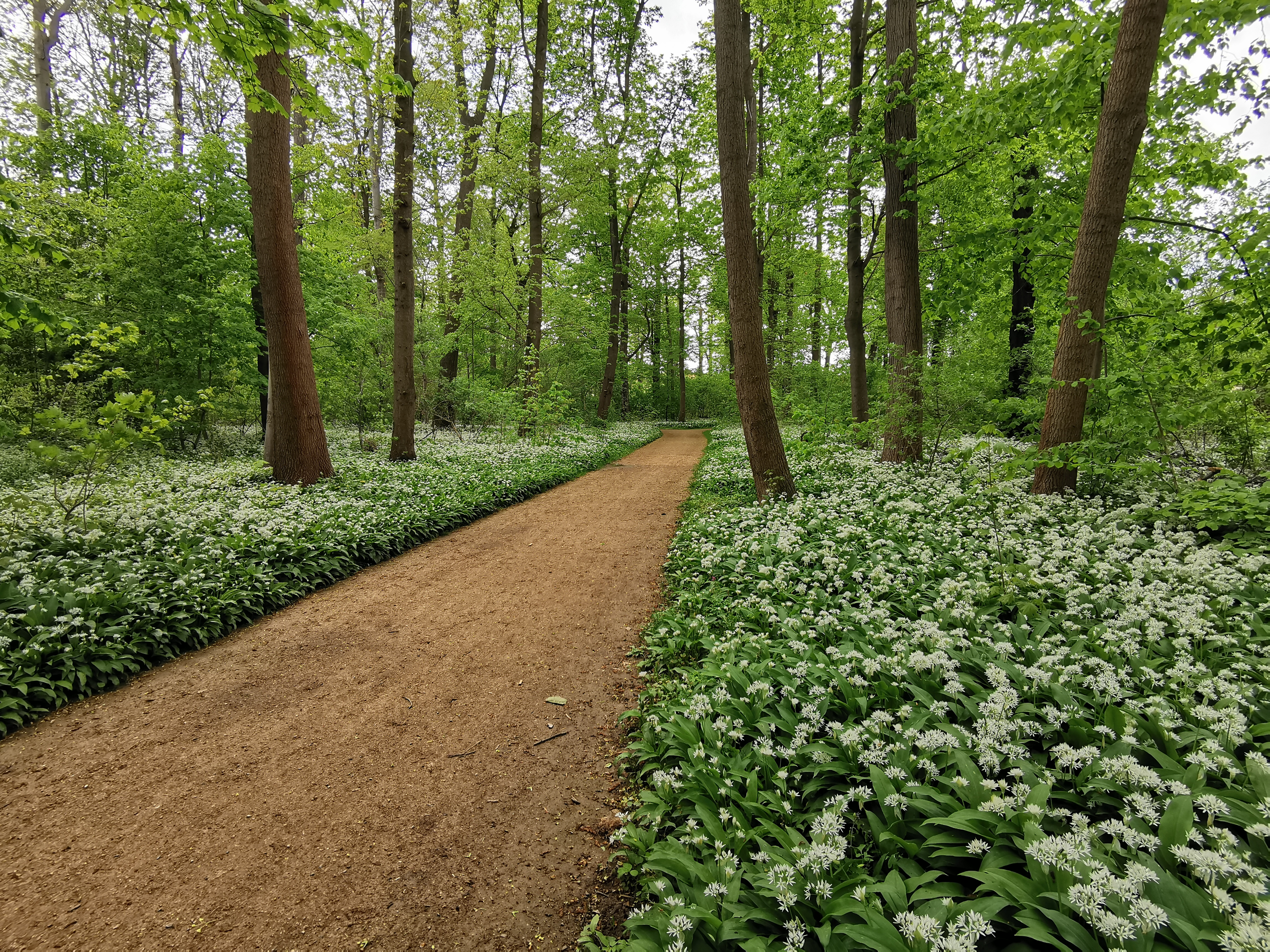
Flächendeckender Bestand mit wildem Bärlauch im Brühl

Der gesamte Brühlpark ist ein Wasserschutzgebiet der Zone 2. Mehrere Brunnen dienen der Trinkwasserversorgung der Stadt Quedlinburg und anliegender Gemeinden. Aufgrund der Reinheit des Wassers floss das Wasser ohne Behandlung seit den 1990er Jahren (als das Alte Wasserwerk stillgelegt wurde) direkt über den Hochspeicher Altenburg. Um den Härtegrad von 22 °dH auf 5 °dH zu senken, wurde 2019 neben dem Brühlpark ein neues Wasserwerk zur Enthärtung des aus acht Brunnen kommenden Wassers eröffnet, welches nach dem Prinzip der Umkehrosmose arbeitet.

## Denkmäler im Brühl
- Am Osteingang vor dem Wasserwerk befindet sich ein 1907 errichtetes Denkmal für den Oberbürgermeister Gustav Brecht. Die auf dem Denkmal angebrachte Bronzeplakette mit einem Relief Brechts wurde von dem in Quedlinburg geborenen Bildhauer Richard Anders geschaffen.
- Das Denkmal für den Geographen Carl Ritter wurde 1865 enthüllt. Ursprünglich befand es sich auf dem heutigen Platz des Friedens und wurde in den 1930er Jahren an seinen heutigen Standort versetzt. Es besteht aus einer von Eduard Uhlenhuth geschaffenen, Carl Ritter darstellenden Büste, die sich in einem Tabernakel aus Sandstein befindet.
- Auch ein Denkmal für Friedrich Gottlieb Klopstock, das auf eine Initiative Quedlinburger Bürger von 1824 zurückgeht, befindet sich in der Parkanlage Brühl. Es wurde unter anderem durch die Veranstaltung eines großen von Carl Maria von Weber geleiteten Musikfestes, auf dem auch die Dessauer Altistin Adelheid Müller sang, finanziert. Sie war die Ehefrau des Dichters Wilhelm Müller, der auch Presseberichte über die Veranstaltung verfasste. Die Büste von Christian Friedrich Tieck befindet sich auf einem Postament von Karl Friedrich Schinkel, der auch der Architekt des Ensembles war. Das Denkmal wurde am 7. Juli 1831 enthüllt[4] und befindet sich am Ende einer Sichtachse.
- Denkstein an das Bodehochwasser Silvester 1925
- Letzter erhaltener der 24 Grenzsteine zwischen Stift und Stadt Quedlinburg, die auf Grundlage der 1539 getroffenen Vereinbarung zwischen Herzog Heinrich von Sachsen und Äbtissin Anna II. über die Gerichtszuständigkeit des Erbvogtes in der Feldflur sowie des Concordien-Rezeß von 1685 zwischen Äbtissin Anna Dorothea und Kurfürst Johann Georg III., der 24 Grenzpfähle zwischen Stadt und Stift festlegte, gesetzt wurden. Die Pfähle wurden 1746 durch sorgfältig bearbeitete Steine ersetzt. Der erhaltene Stein trägt die Inschrift: Nr. 17. Renovatum 1746. Der Münzenberg und der städtische Teil des Steinholzes (hier sind drei unnummerierte Steine von 1725 erhalten) waren durch besondere Steine abgegrenzt.[5]

## Der Brühl in der Literatur
In Theodor Fontanes Roman Cécile (1886) ist der Brühl beschrieben:

„Diese stimmte zu, freilich mehr aus Artigkeit als aus Überzeugung, weil sie, nach Art aller Berlinerinnen, am Lerntrieb litt und nie genug hören oder sehen konnte. Gordon gab übrigens die Versicherung, es gnädig machen zu wollen. Es seien vier Dinge da, darum sich’s lediglich handeln könne: das Rathaus, die Kirche, dann das Schloß und endlich der Brühl, ‚Der Brühl?‘ sagte Rosa. ‚Was soll uns der? Das ist ja die Straße, worin die Pelzhändler wohnen. Wenigstens in Leipzig.‘

‚Aber nicht in Quedlinburg, meine Gnädigste. Der Quedlinburger Brühl gibt sich ästhetischer und ist ein Tiergarten oder ein Bois de Boulogne mit schönen Bäumen und allerlei Bild- und Bauwerken. Carl Ritter, der berühmte Geograph, hat ein gußeisernes Denkmal darin und Klopstock ein Tempelchen mit Büste. Beide waren nämlich geborne Quedlinburger.‘

‚Also nach dem Brühl‘, seufzte Cécile, die nicht den geringsten Sinn für Tempelchen und gußeiserne Monumente hatte. ‚Nach dem Brühl. Ist es weit von der Stadt?‘

‚Nein, meine gnädigste Frau, nicht weit.‘“

## Karten
Hinweise zur Parkstruktur können entnommen werden:
- Wilfried Ehbrecht, Peter Johanek, Jürgen Lafrenz (Hrsg.): Deutscher Historischer Städteatlas (Veröff. d. Inst. f. vergleichende Städtegeschichte, Münster), Nr. 1 – Quedlinburg (Autoren: Ulrich Reuling, Daniel Stracke, Thomas Kaling, Dieter Overhageböck), Münster 2006, Taf. 2.1 (Stadtplan 1782 nach C. C. Voigt), Tafel 4.1 (Quedlinburg, Entwicklungsphasen bis ca. 1900, hier: „Brühlwiese“), Tafel 7 (Quedlinburg, Topographische Karten 1822/23, 1903, 1919/34, 1997).